# TCDD E23000 sorozat
A TCDD E23000 sorozat egy török villamosmotorvonat-sorozat. A TCDD számára összesen 66 szerelvényt fog építeni a Hyundai-Rotem 2009-től. 2012-ben már 43 szerelvény szolgálatba állt. Maximális sebessége 140 km/h, az ülőhelyek száma 259. Isztambul, Ankara és İzmir elővárosi vasútján közlekedik, ahonnan a régi TCDD E8000 sorozatú motorvonatokat váltja ki.